# Sphinx (geslacht)
Sphinx is een geslacht van vlinders uit de familie van de pijlstaarten (Sphingidae).

## Soorten
- Sphinx adumbrata (Dyar, 1912)
- Sphinx arthuri Rothschild, 1897
- Sphinx asellus (Rothschild & Jordan, 1903)
- Sphinx aurigutta (Rothschild & Jordan, 1903)
- Sphinx balsae (Schaus, 1932)
- Sphinx biolleyi (Schaus, 1912)
- Sphinx caligineus (Butler, 1877)
- Sphinx canadensis (Boisduval, 1875)
- Sphinx centrosinaria Kitching & Jin, 1998
- Sphinx chersis (Hubner, 1823)
- Sphinx chisoya (Schaus, 1932)
- Sphinx constricta Butler, 1885
- Sphinx crassistriga (Rothschild & Jordan, 1903)
- Sphinx dollii Neumoegen, 1881
- Sphinx drupiferarum JE Smith, 1797
- Sphinx eremitoides Strecker, 1874
- Sphinx eremitus (Hubner, 1823)
- Sphinx formosana Riotte, 1970
- Sphinx franckii Neumoegen, 1893
- Sphinx geminus (Rothschild & Jordan, 1903)
- Sphinx gordius Cramer, 1779
- Sphinx istar (Rothschild & Jordan, 1903)
- Sphinx justiciae Walker, 1856
- Sphinx kalmiae JE Smith, 1797
- Sphinx leucophaeata Clemens, 1859
- Sphinx libocedrus Edwards, 1881
- Sphinx ligustri Linnaeus, 1758 – Ligusterpijlstaart
- Sphinx lugens Walker, 1856
- Sphinx luscitiosa Clemens, 1859
- Sphinx maura Burmeister, 1879
- Sphinx maurorum (Jordan, 1931)
- Sphinx merops Boisduval, 1870
- Sphinx morio (Rothschild & Jordan, 1903)
- Sphinx oberthueri (Rothschild & Jordan, 1903)
- Sphinx perelegans Edwards, 1874
- Sphinx phalerata Kernbach, 1955
- Sphinx pinastri Linnaeus, 1758 – Dennenpijlstaart
- Sphinx pitzahuac Mooser, 1948
- Sphinx poecila Stephens, 1828
- Sphinx porioni Cadiou, 1995
- Sphinx praelongus (Rothschild & Jordan, 1903)
- Sphinx pseudostigmatica Gehlen, 1928
- Sphinx separatus Neumoegen, 1885
- Sphinx sequoiae Boisduval, 1868
- Sphinx smithi Cadiou, 1998
- Sphinx tricolor Clark, 1923
- Sphinx vashti Strecker, 1878
- Sphinx xantus Cary, 1963

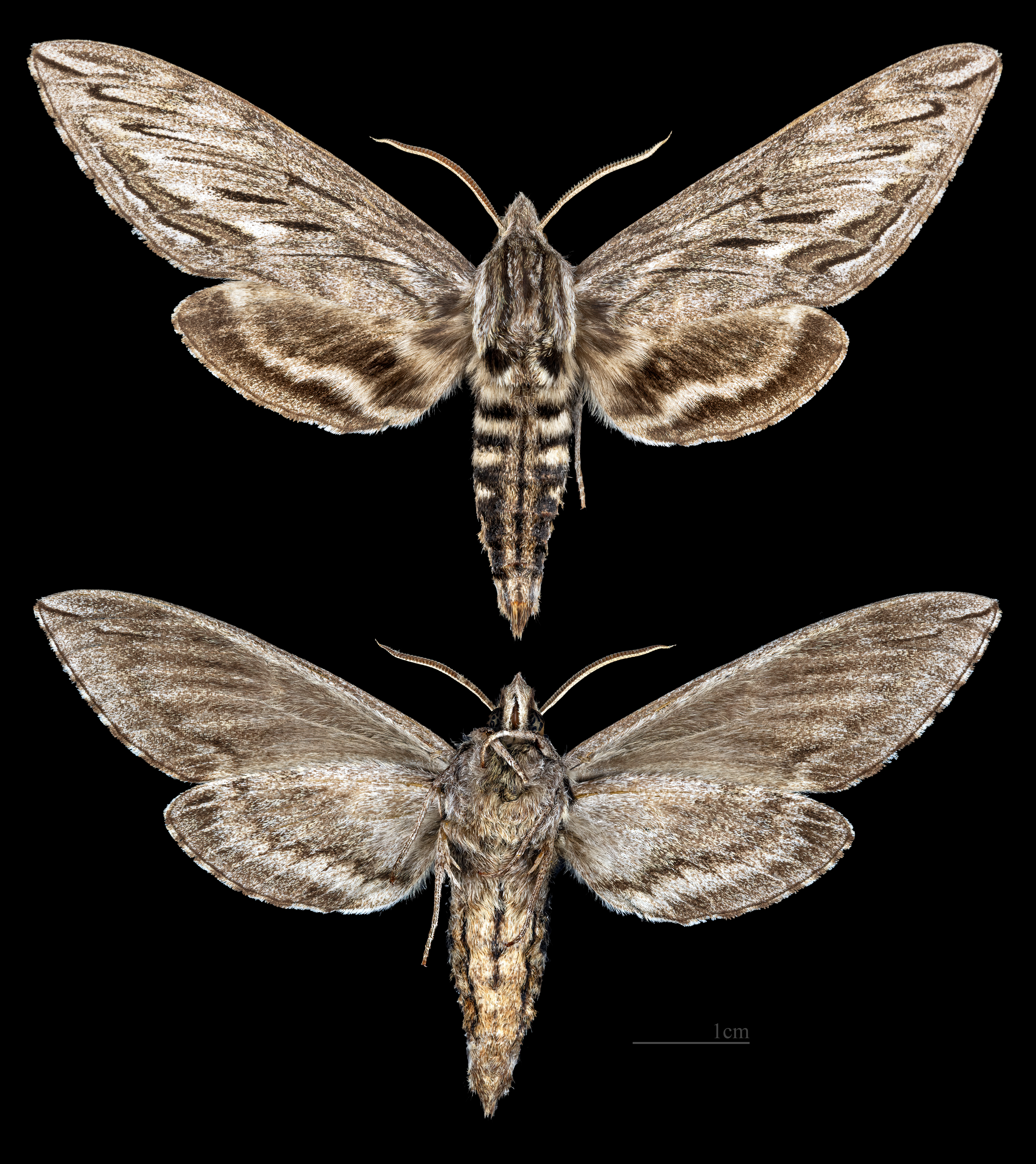
Sphinx canadensis
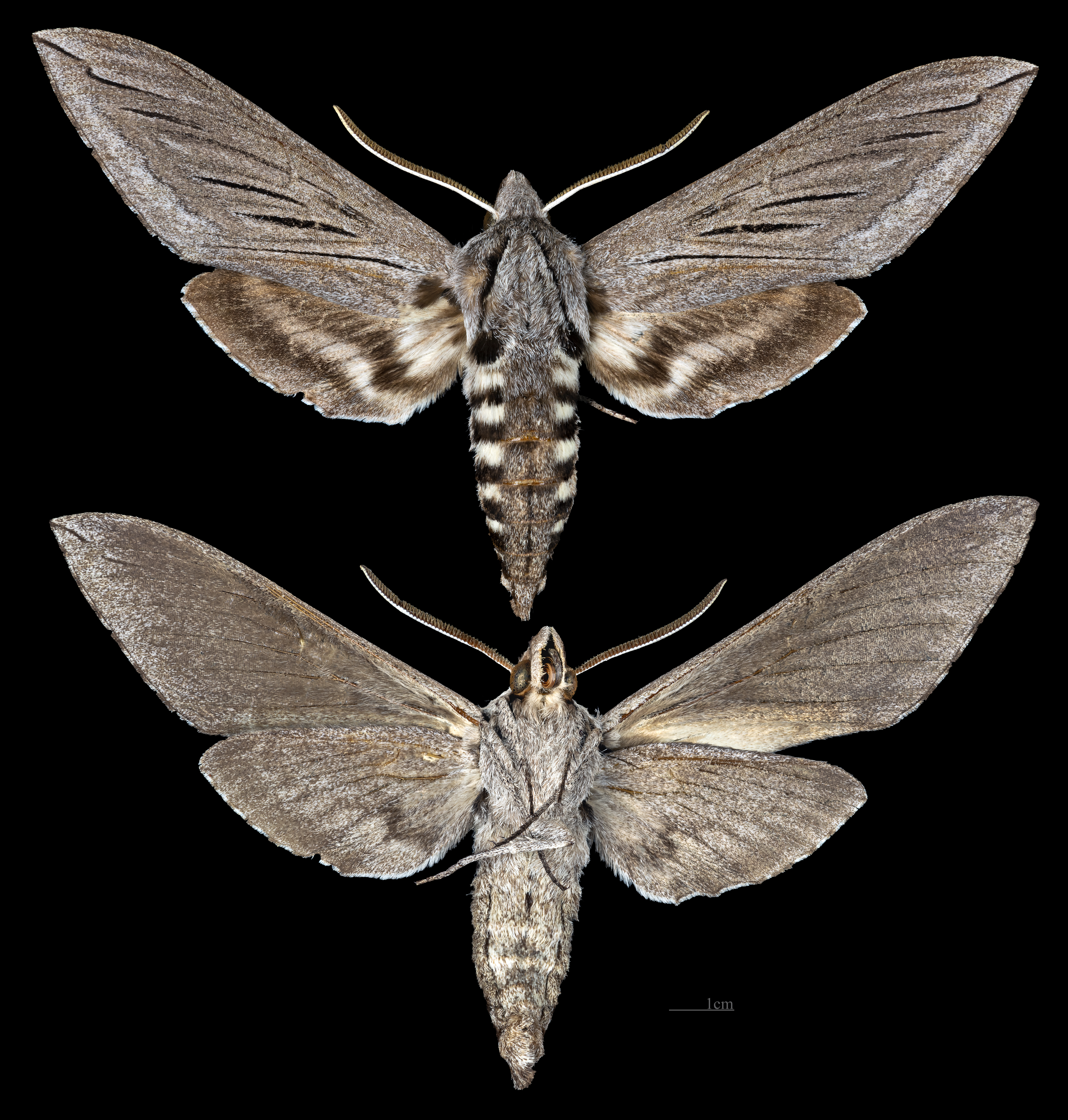
Sphinx chersis
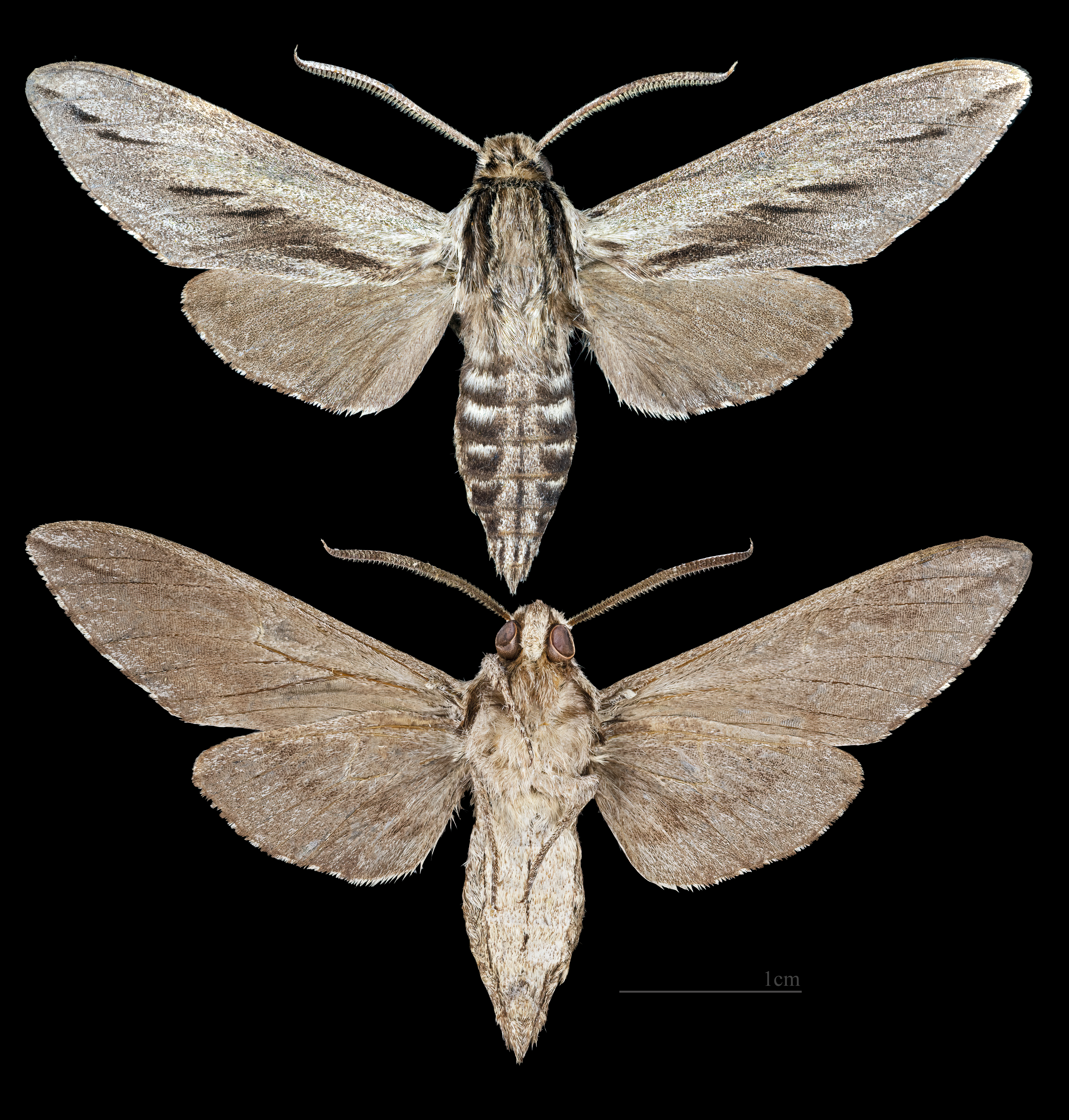
Sphinx dollii
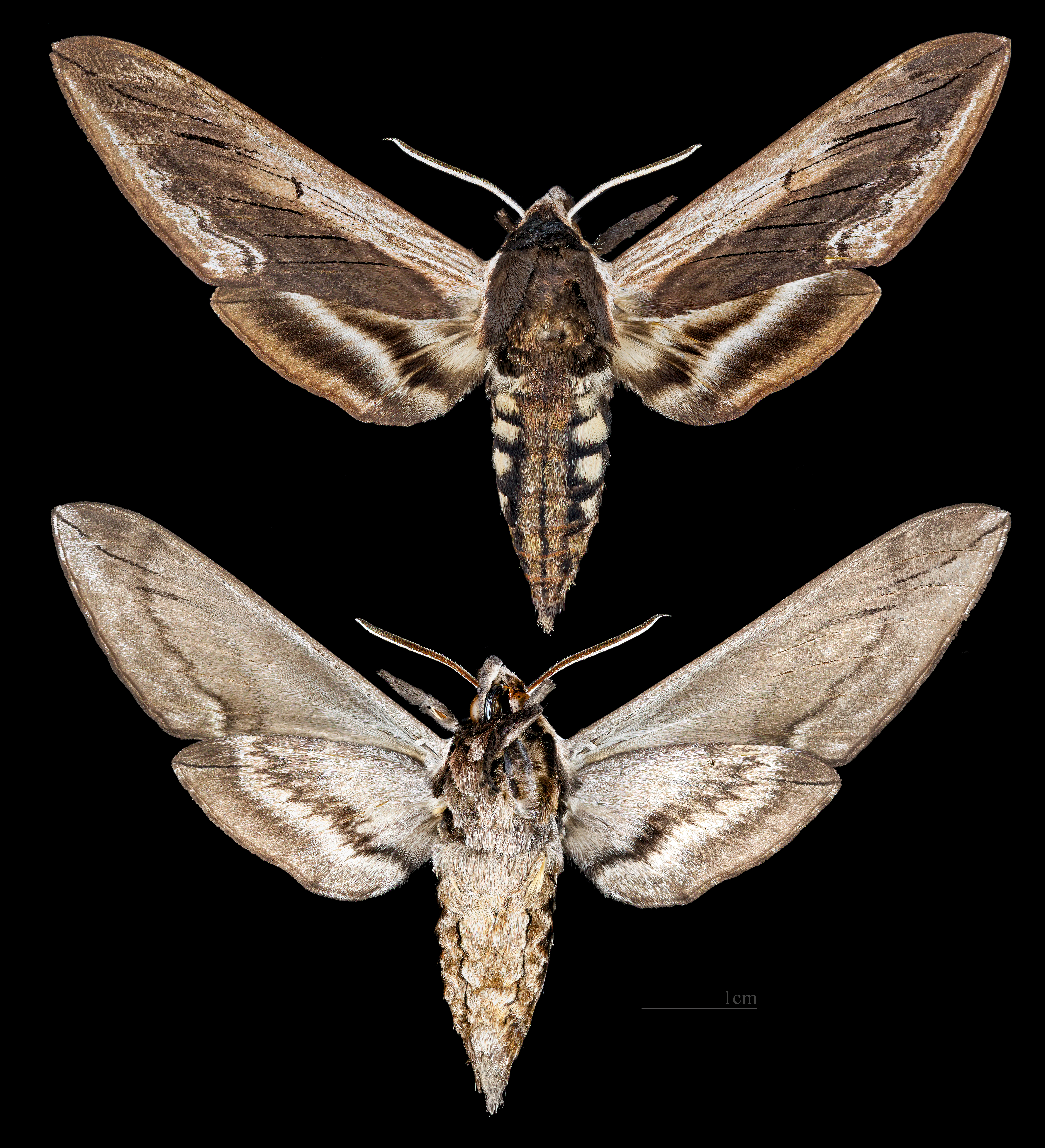
Sphinx drupiferarum
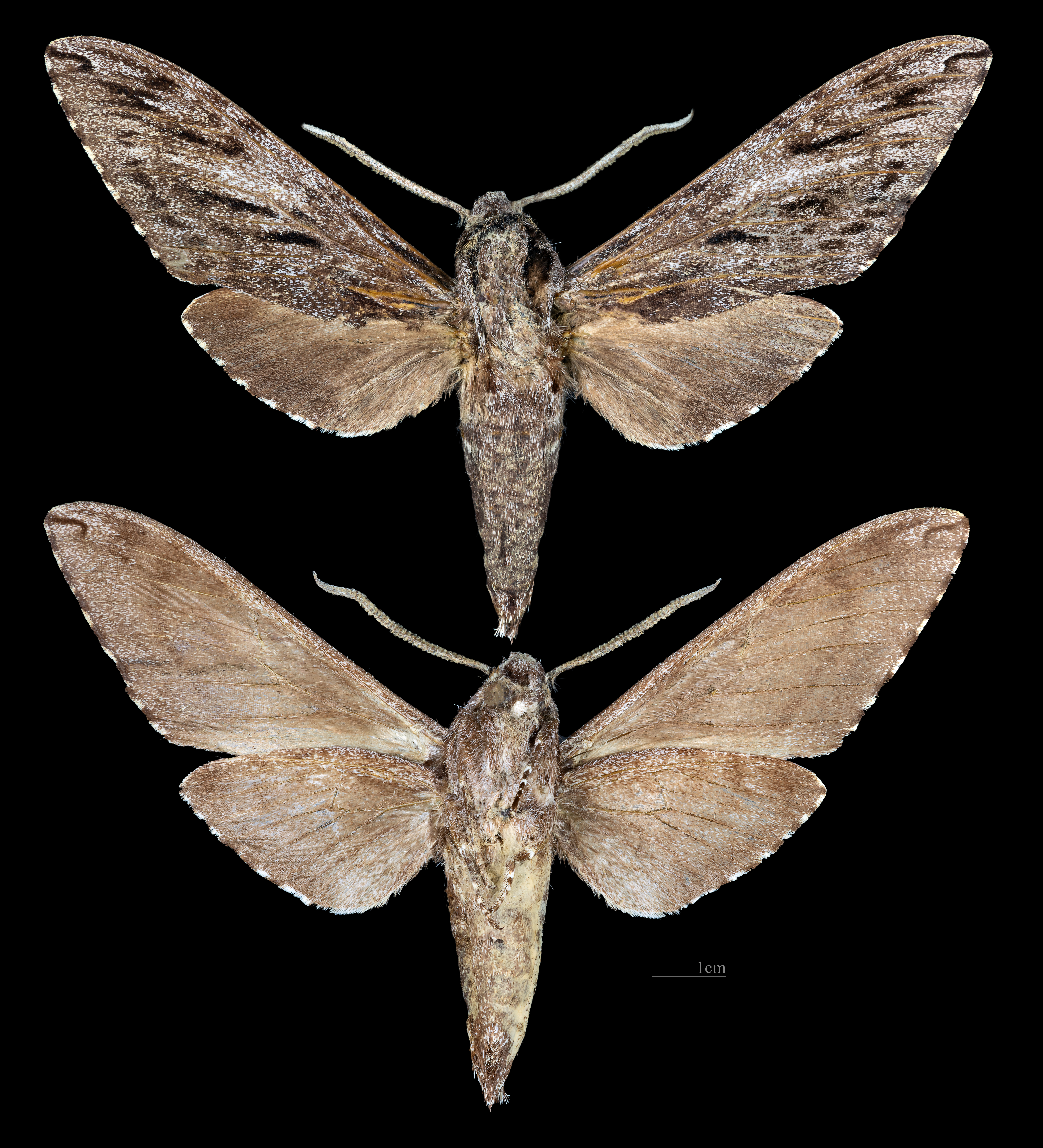
Sphinx formosana
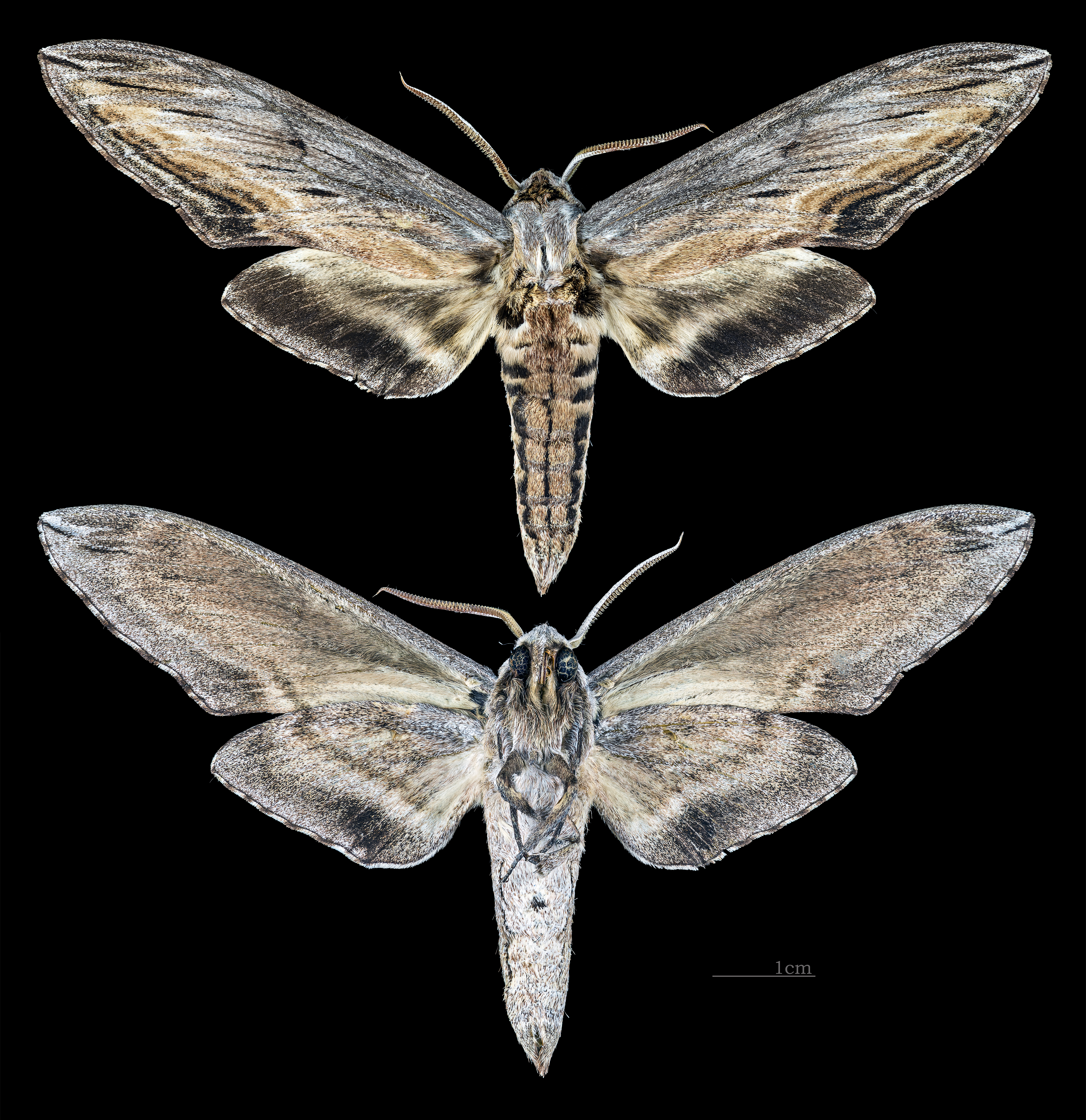
Sphinx franckii
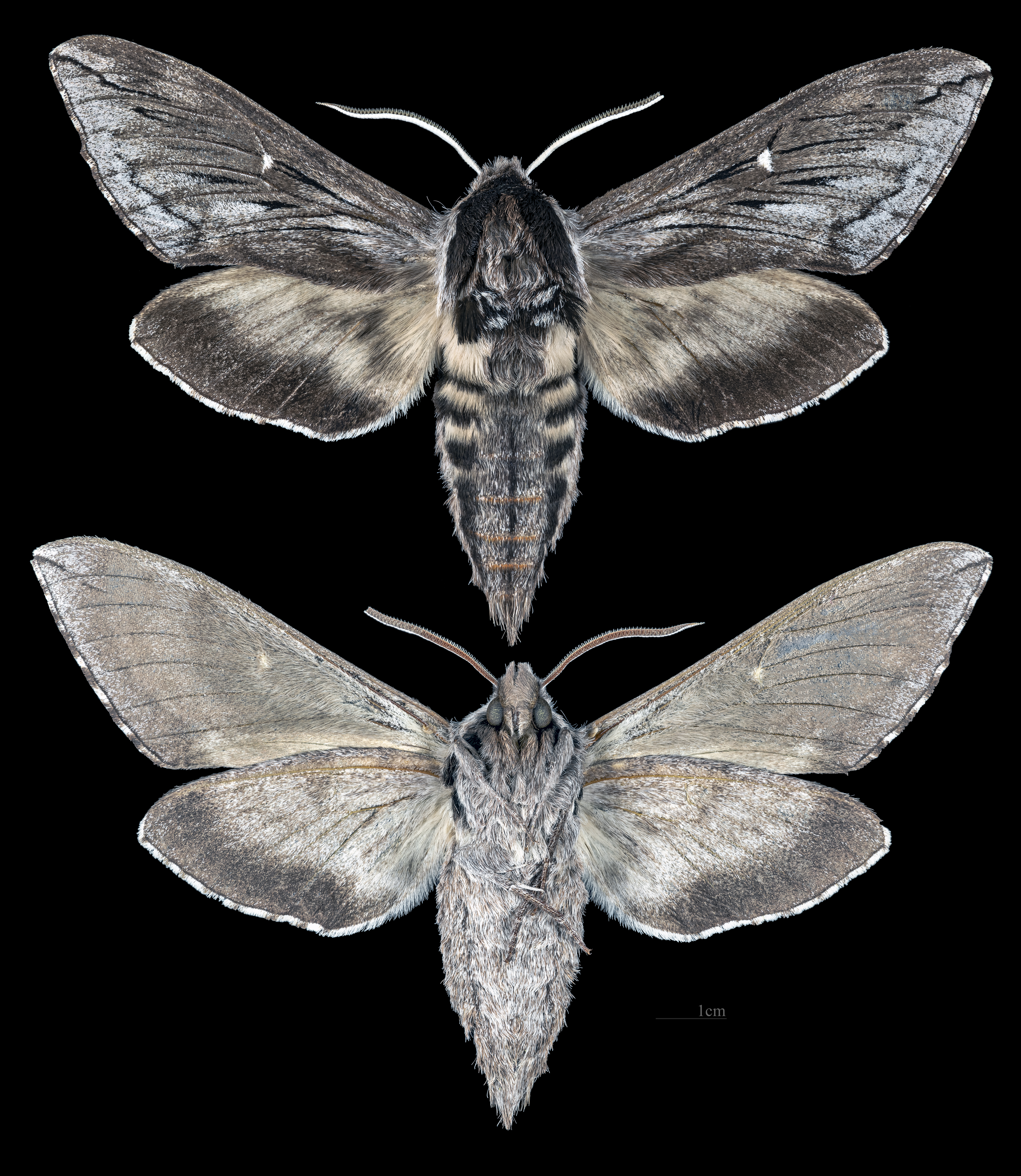
Sphinx gordius
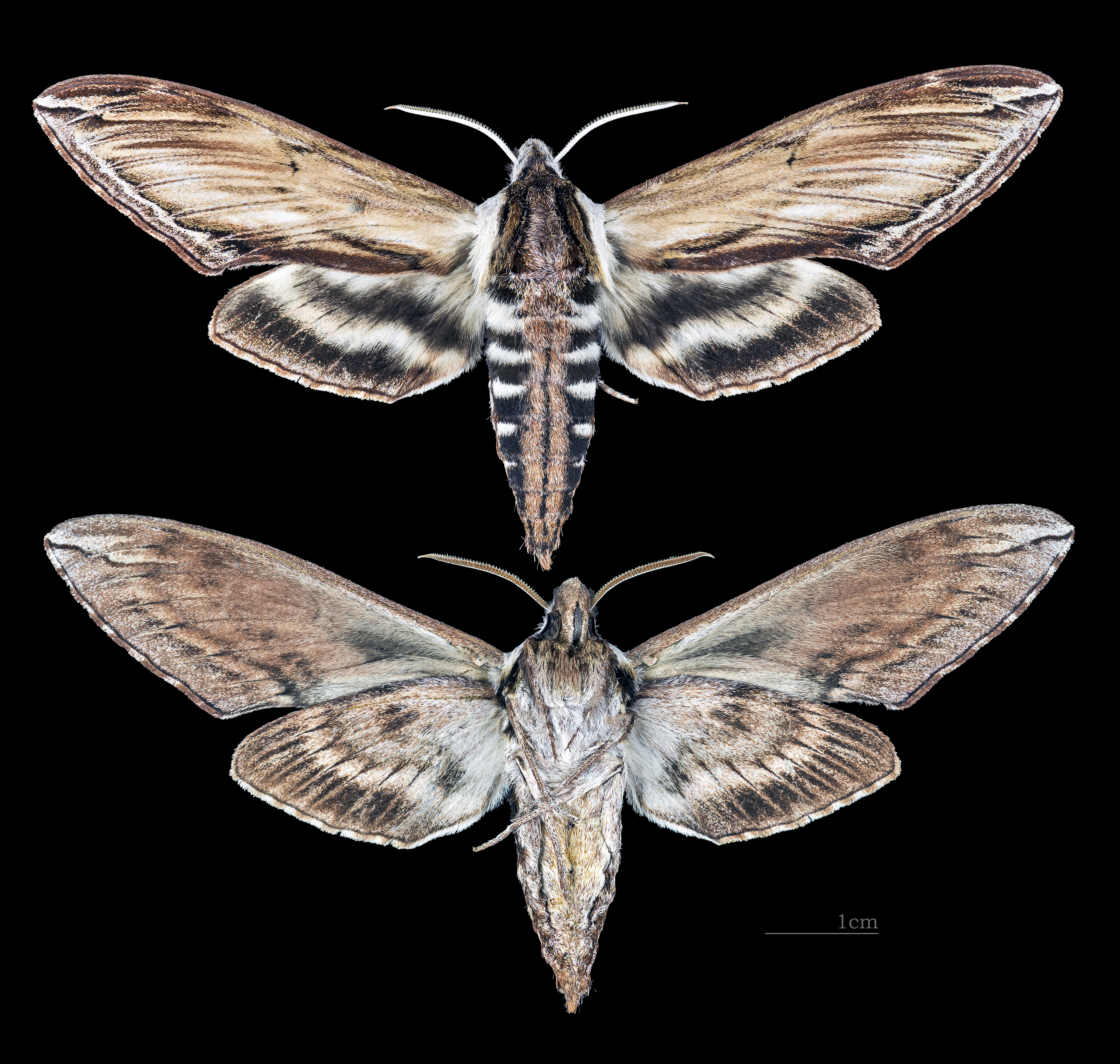
Sphinx kalmiae
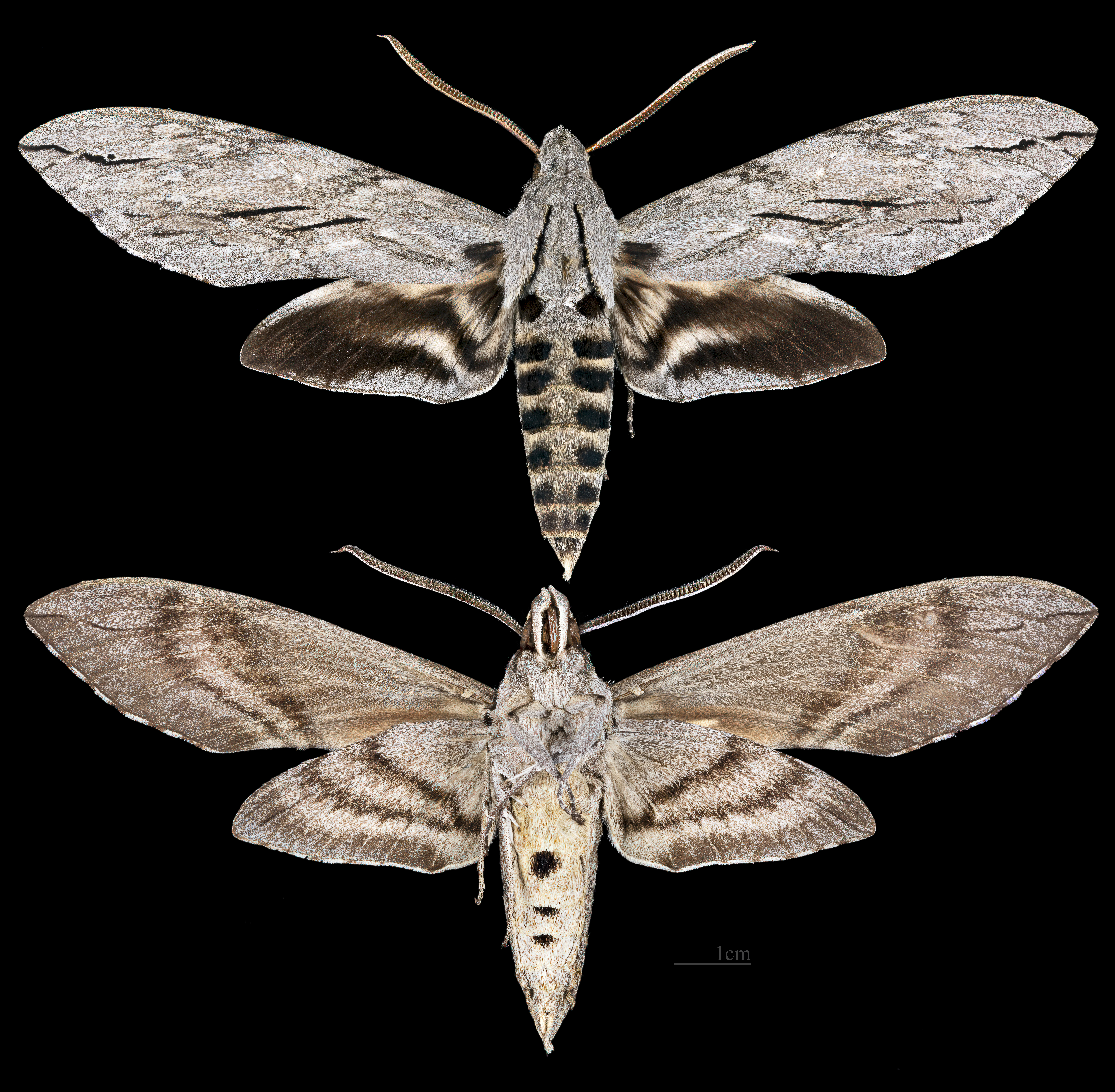
Sphinx leucophaeata
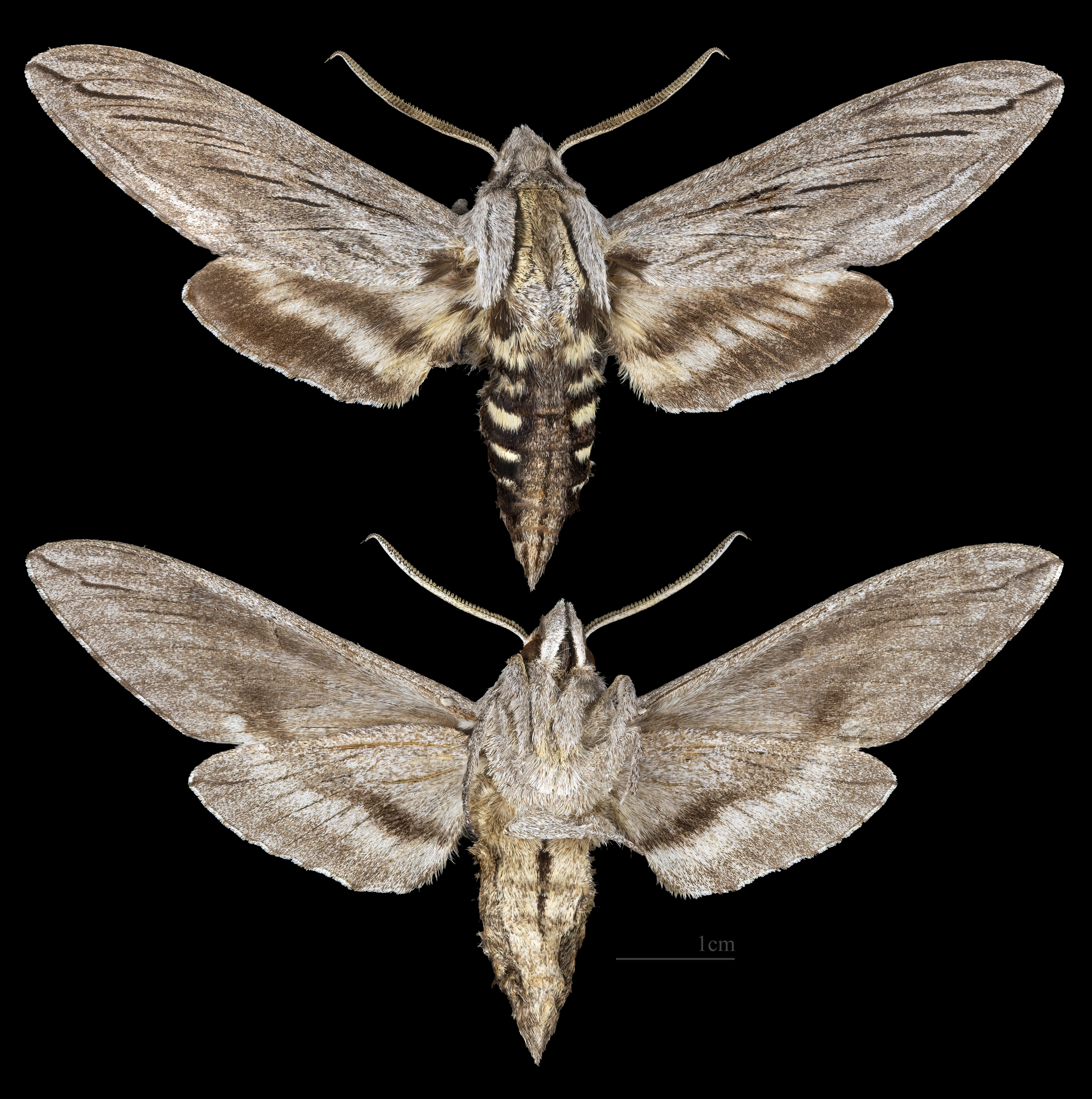
Sphinx libocedrus
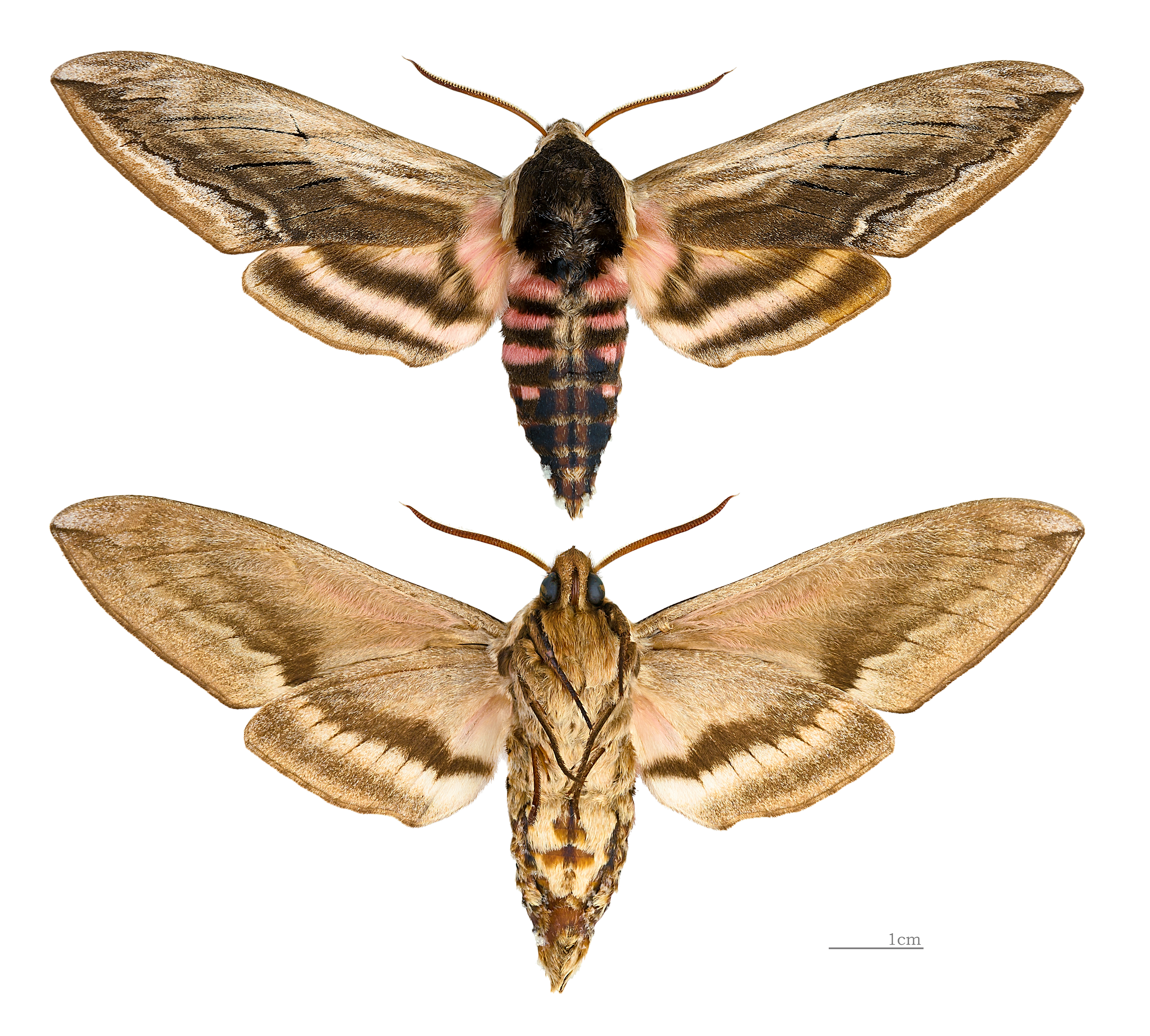
Sphinx ligustri – Ligusterpijlstaart
Sphinx luscitiosa
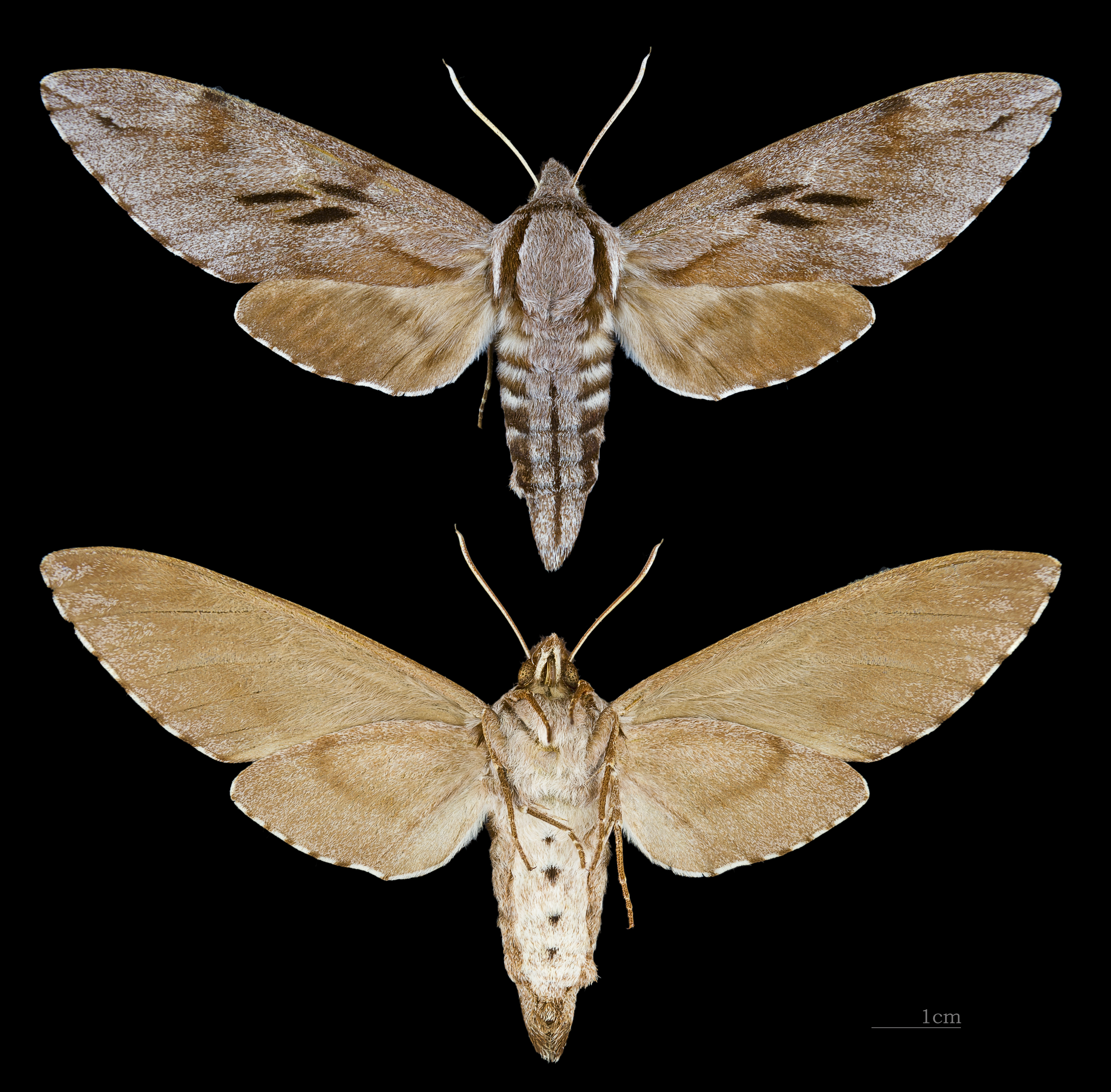
Sphinx pinastri – Dennenpijlstaart
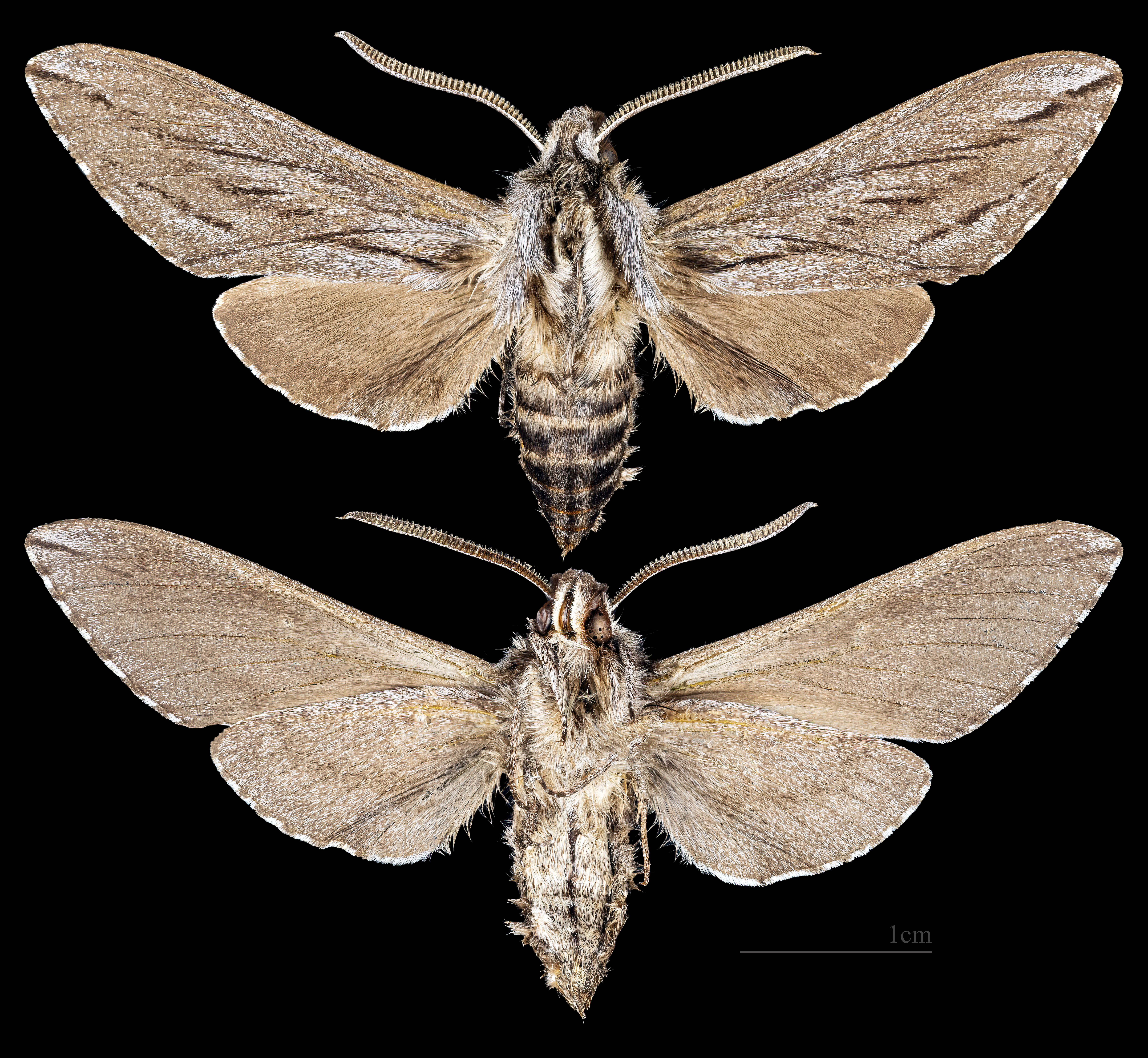
Sphinx sequoiae
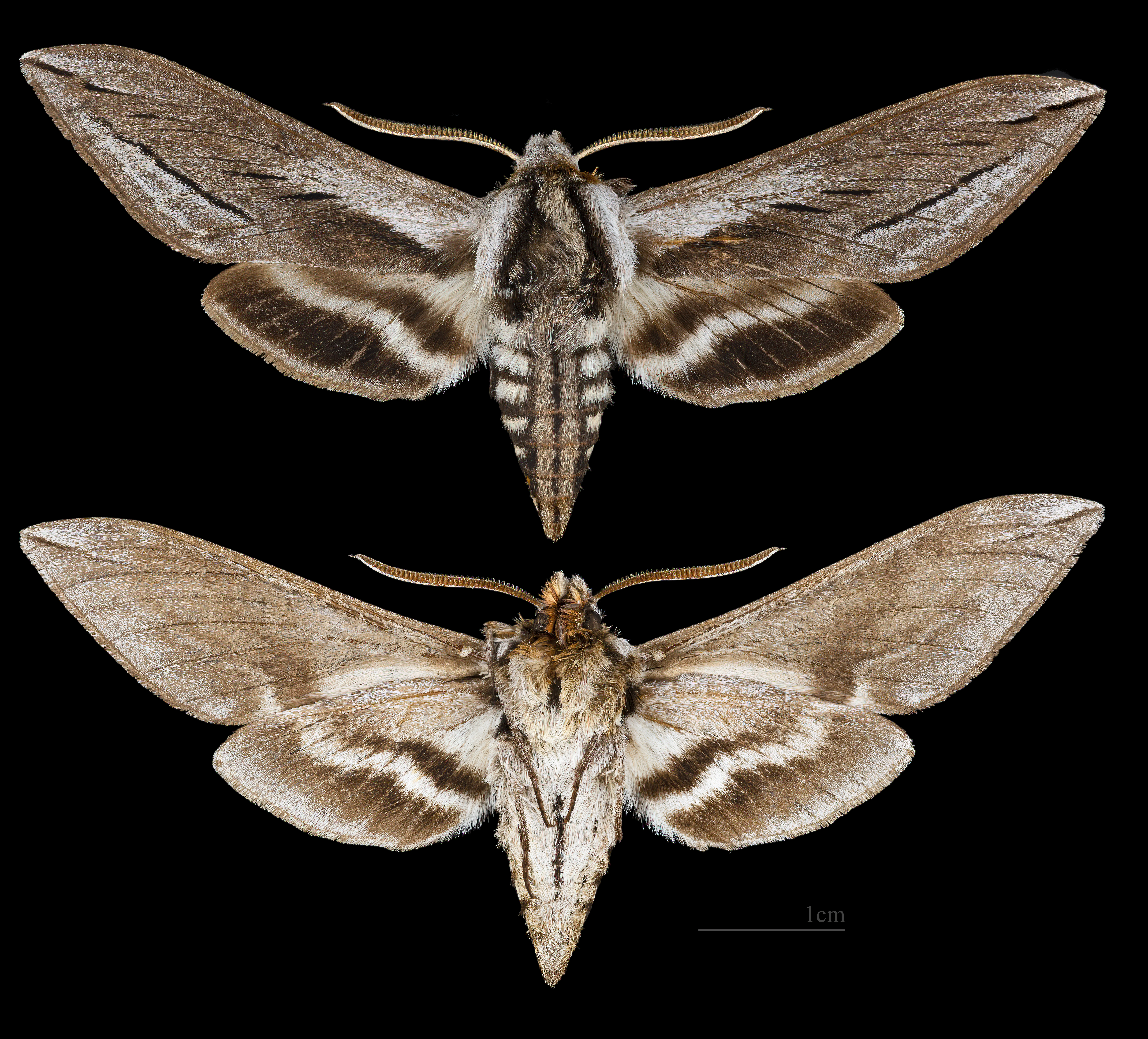
Sphinx vashti